# Alte Landungsbrücke (Lomé)
Koordinaten: 6° 7′ 15″ N, 1° 13′ 25″ O

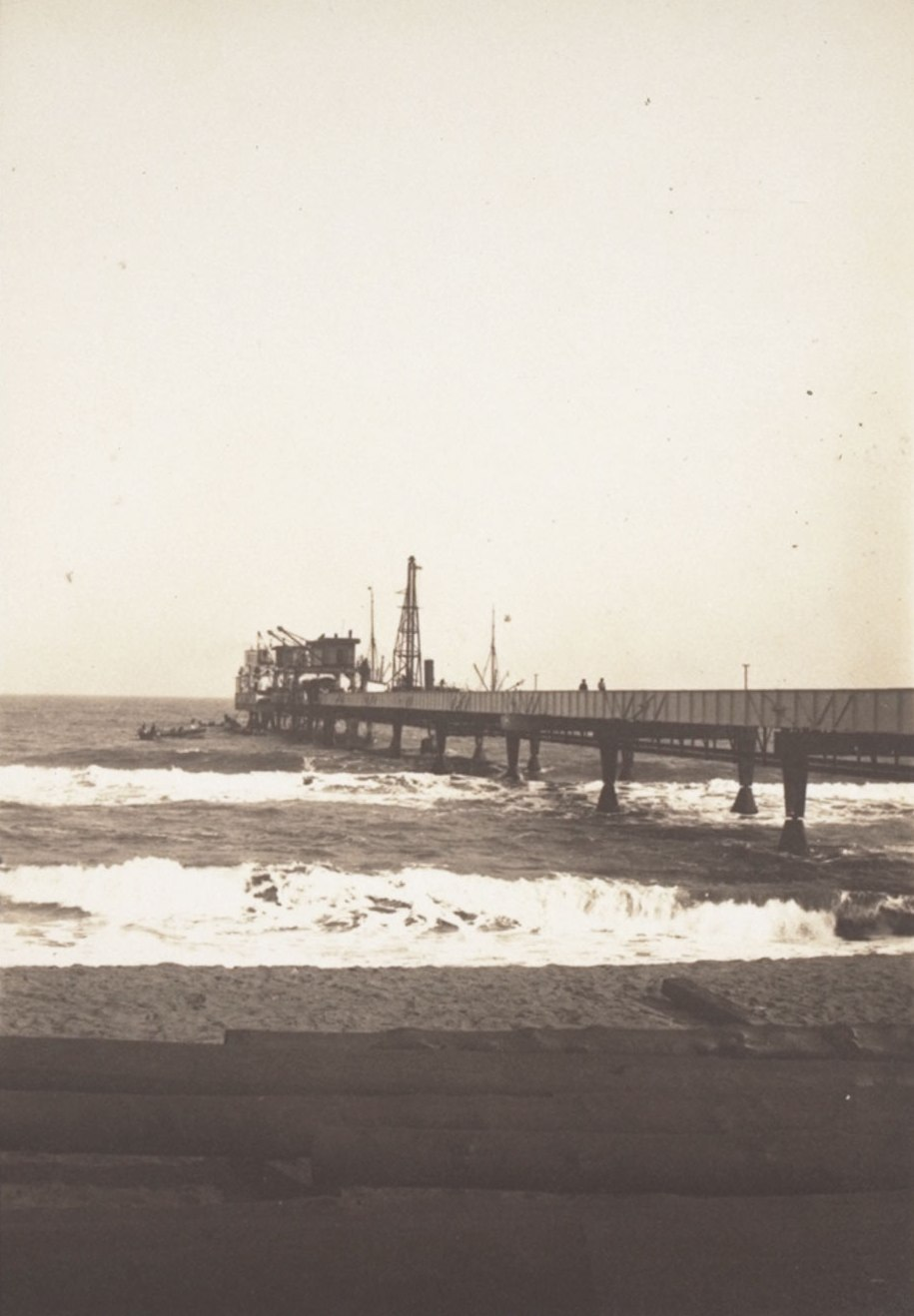
Landungsbrücke Lome (zwischen 1904 und 1911)

Die alte Landungsbrücke in Lomé (deutsch auch Lome) ist ein ehemaliger Schiffsanleger aus der deutschen Kolonialzeit. Zwischen 1904 und 1914 erfolgte über diese Landungsbrücke der Großteil des Schiffsverkehrs von und nach der deutschen Kolonie Togo. Unter der französischen Kolonialherrschaft wurde eine Nachfolge-Anlage in unmittelbarer Nähe der alten Landungsbrücke errichtet.

## Bedarf und Planung
Die Planung zum Bau des Anlegers begann im Oktober 1899. Die kolonialen Grenzziehungen des Togolandes machten aus deutscher Sicht neue Verkehrsverbindungen notwendig. Von Seiten der örtlichen Handelsniederlassungen bestand die Forderung nach einem Pier an der offenen Togoküste, um die Transporte zu erleichtern. Die starke Brandung an den westafrikanischen Atlantikstränden (Kalema genannt) sowie mangelnde Naturhäfen machten einen modernen Anlegepunkt für einen sicheren Schiffsverkehr unverzichtbar. Vor dem Brückenbau ging ein erheblicher Teil der Transporte durch Seegang verloren, Personen wurden völlig durchnässt oder ertranken sogar. Händler und Marineangehörige kamen an der deutschen Togoküste oft tagelang nicht von oder an Bord.
Da die Kolonie in Form eines „schlanken Schlauches“ von der Küste ausging, zielte die Infrastrukturplanung auf Verkehrswege von den Küstenorten bis weit ins Landesinnere ab. Der zukünftige Inlandsverkehr sollte durch den Bau von Straßen und Eisenbahnen erfolgen. Dabei war eine geeignete Landungsstelle aus zweierlei Gründen sinnvoll: Zum einen sollte sie das Anlanden schweren Geräts für den Trassenbau überhaupt erst ermöglichen. Zum anderen galt es, einen geeigneten Ausgangspunkt für den weiteren Verlauf der Bahnstrecken zu schaffen. Die Landungsbrücke wurde daher für die Befahrung durch Eisenbahnwaggons ausgelegt, um gleichsam als „Eingangstor“ zum Verkehrsnetz der Kolonie zu fungieren.

## Bau und Funktion

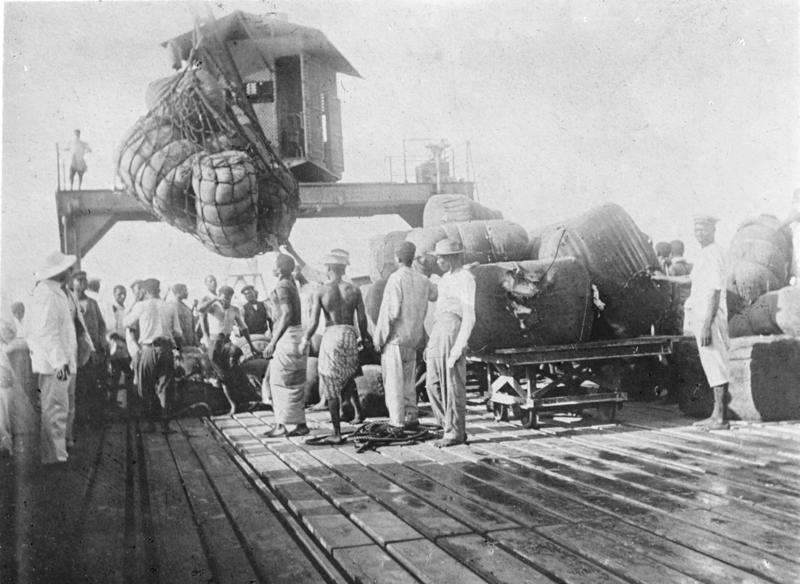
Verladung von Baumwolle durch einen Dampfkran der Landungsbrücke

Mit dem Bau der Brücke wurde zur Jahresmitte 1902 begonnen. Die Baukosten beliefen sich auf etwa 800.000 Mark. Die Eröffnung fand am 27. Januar 1904 statt, dem 45. Geburtstag Kaiser Wilhelms II. Durch ihre Länge von gut 300 Metern konnte die tückische Brandung in Ufernähe großzügig überbrückt werden. 1909 folgte eine Verlängerung um 50 Meter. Die Brücke bestand aus Eisenwerk. Ihre Pfähle waren durch Beton geschützt. Die Breite betrug sechs Meter – abgesehen vom meerzugewandten Ende, das aus einer 15 Meter breiten Plattform bestand. Auf der Plattform besorgten mehrere Dampfkräne den Umschlag von Waren bzw. den Umstieg von Personen, für die es spezielle Gondeln gab. Die Kräne hatten eine Hubkraft von drei bis sechs Tonnen. Allerdings war es aufgrund erheblichen Seegangs immer noch zu riskant, mit Hochseeschiffen direkt an der Brücke anzulegen, so dass sich diese nur auf ein bis zwei Schiffslängen der Brücke näherten. Der Transport zwischen Schiff und Brückenkopf erfolgte durch Leichter mit einer Ladungskapazität von etwa drei Tonnen. Passagiere – ausgenommen Post- und Regierungsbeamte – lösten Fahrscheine im Wert von drei Mark pro Person für die kurze Überfahrt. Güterwagen konnten über zwei Gleise, die direkten Anschluss zum Bahnhof von Lomé hatten, bis ans Brückenende gefahren werden. Den Rangierbetrieb besorgte eine Tenderlokomotive Bauart B n2T des Herstellers Borsig. Am landseitigen Ende der Brücke stand ein Zollgebäude.

## Bedeutung für die deutsche Kolonialpolitik

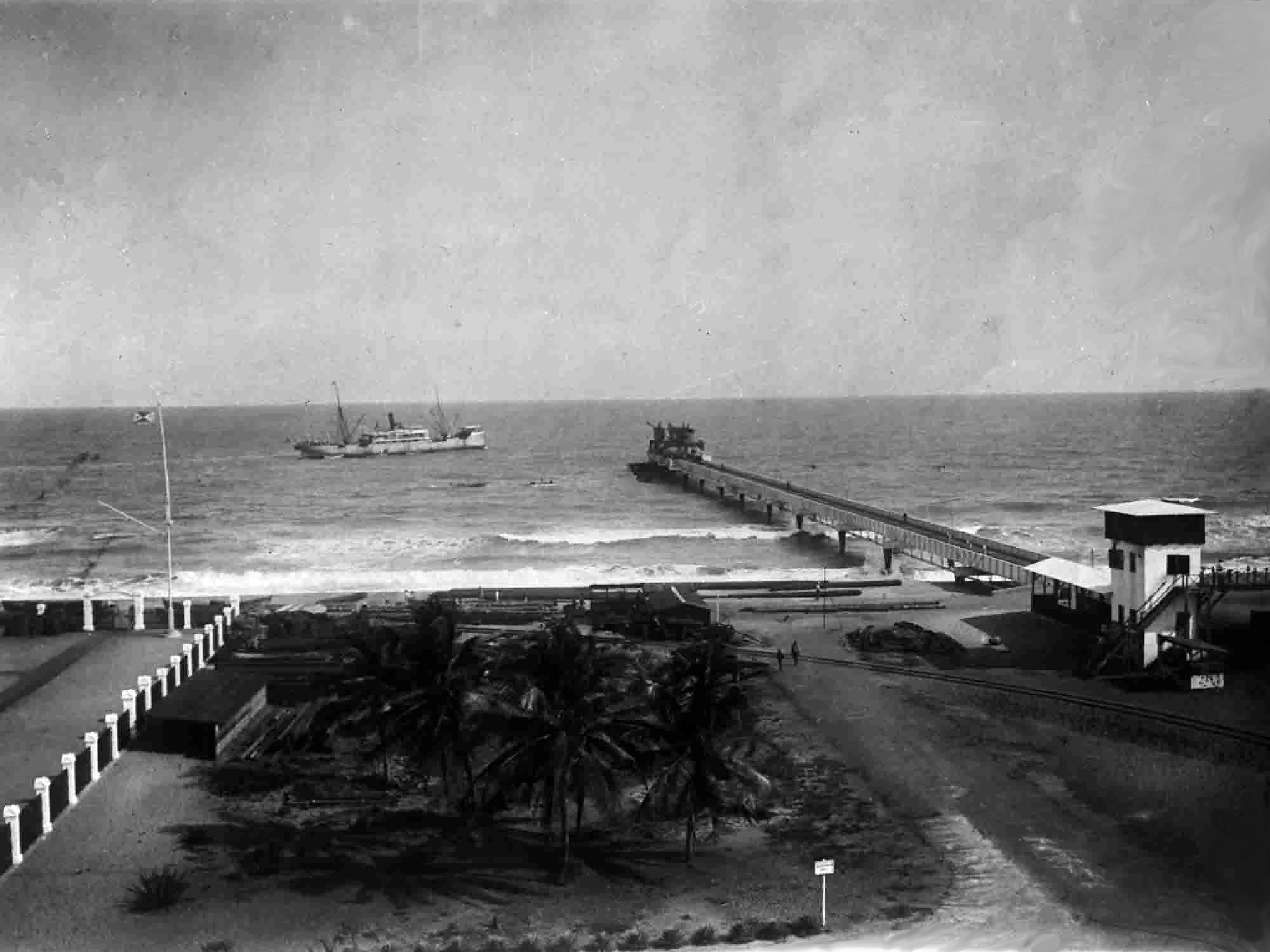
Blick auf die Anlegestelle von Lome zur deutschen Kolonialzeit (geradezu der Adolf-Friedrich-Platz)

Da die Küstenorte Togolands nur offene Reeden besaßen, hatte die Landungsbrücke Auswirkungen auf den gesamten Schiffsverkehr der Kolonie. Anecho und andere Küstenplätze Togos liefen die meisten Dampferlinien nicht länger an. Dagegen erfuhr Lome als Tor nach Togo eine deutliche Aufwertung. Die von der Landungsbrücke ausgehenden Gleisanlagen wurden in den Jahren nach dem Brückenbau durch drei Bahnlinien verlängert. Die Landungsbrücke und die Eisenbahnen waren Eigentum des Fiskus und an die Deutsche Kolonial-Eisenbahnbau- und Betriebsgesellschaft in Berlin verpachtet. Als erste Bahnlinien wurde die 44 Kilometer lange Bahnstrecke Lomé–Aného in Betrieb genommen. Sie sollte unter anderem den Bedeutungsverlust der anderen Küstenorte ausgleichen. Dies unterstrich die Bedeutung Lomes als Hauptort und Umschlagpunkt der Kolonie. Die Brücke wurde zum Wahrzeichen der Stadt.

### Naturkatastrophe von 1911
Umso schwerwiegender war die Katastrophe vom 17. Mai 1911, als die Brücke in einem Sturm stark beschädigt wurde – ein Zeitzeuge sprach von einem Seebeben. Der mittlere Brückenabschnitt stürzte dabei ins Meer. Drei Drehkräne und etwa ein Dutzend Bahnwaggons wurden mitgerissen. Die darin befindlichen Landeserzeugnisse wie Gummi, Baumwolle und Elfenbein gingen verloren. Auch ein Brückenhäuschen und die Landungsboote fielen den Wellen zum Opfer. Damit war der Landungsbetrieb für mehr als ein Jahr behindert. Der Personen- und Postverkehr musste zeitweise wieder mittels Booten und Fässern am Strand erfolgen. Dennoch passierten in den Jahren 1911 und 1912 zusammen gut 74.000 Tonnen Güter im Wert von über 650.000 Mark sowie rund 7200 Personen die Brücke. Die feierliche Ankunft des neuen Gouverneurs, Adolf Friedrich zu Mecklenburg, am 19. Juni 1912 erfolgte auf der in Reparatur befindlichen Brücke. Der Abschluss des Wiederaufbaus fiel auf den 1. Dezember 1912. Der wiedererrichtete Brückenbereich wurde in einem Bogen um den eingestürzten Abschnitt herumgeführt. Dadurch erhielt die vormals gerade Brücke zwei Kurven und verlängerte sich auf circa 360 Meter.

## Weitere Entwicklung

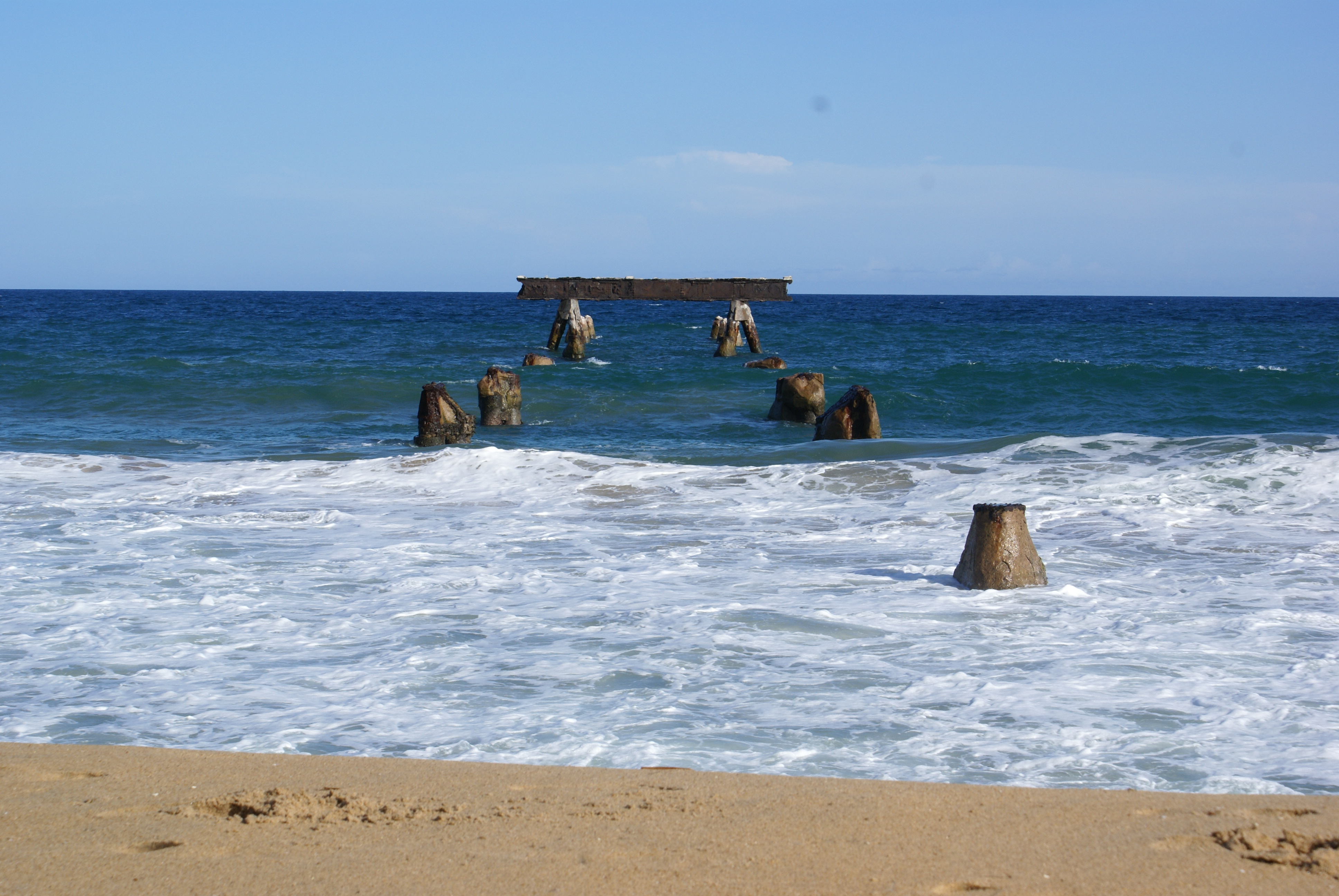
Reste des deutschen Anlegers, 2006

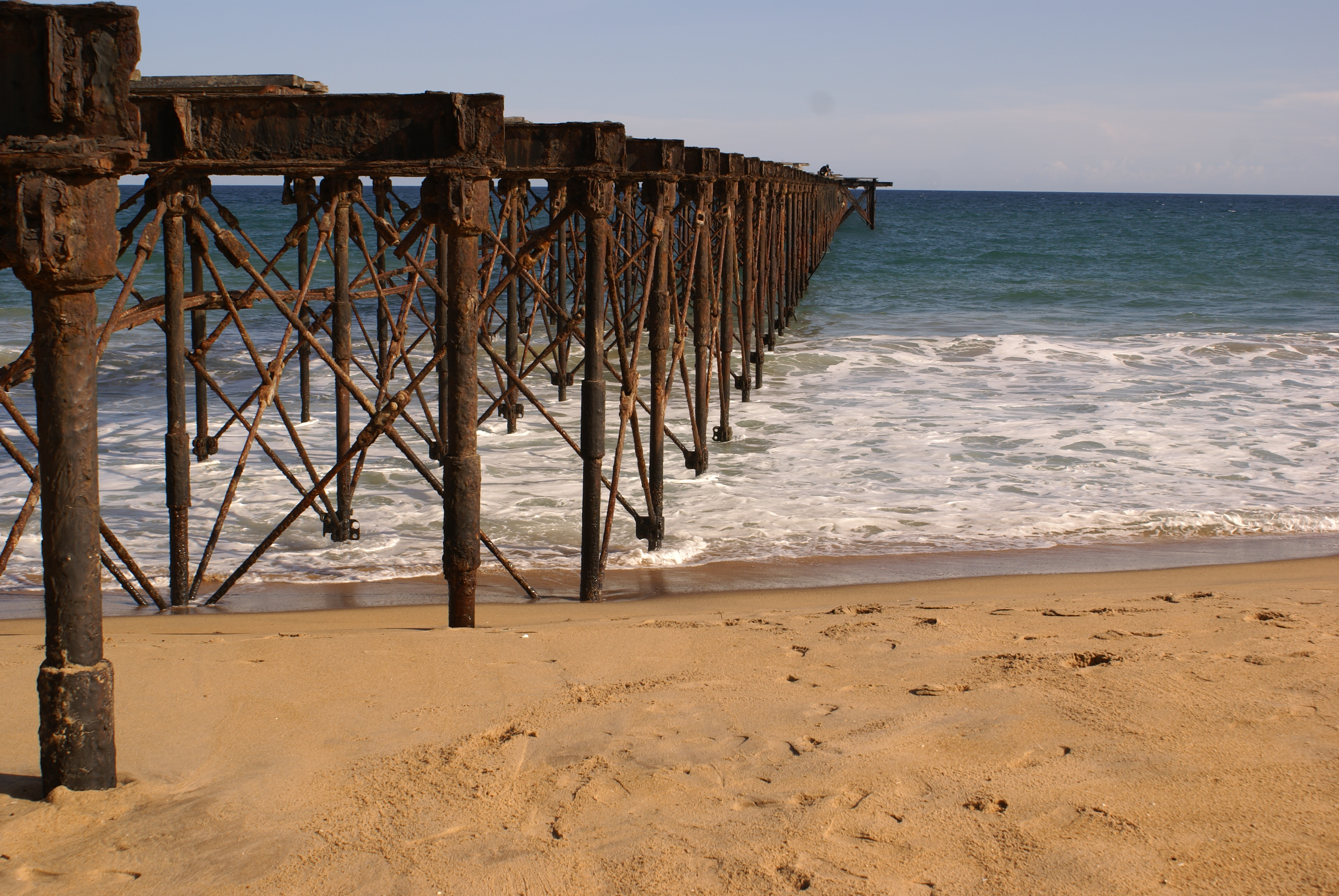
Französischer Anleger, 2006

Mit der Übergabe Lomes am 7. August 1914, kurz nach Ausbruch des Ersten Weltkrieges, ging auch der Betrieb der Brücke an die Entente über. Nach dem Krieg lag Lome im französischen Mandatsgebiet. Als die alte Landungsbrücke 1928 durch ein Seebeben abermals zerstört wurde, bauten die Franzosen eine modernere und längere Landungsbrücke neben den Brückenresten aus der deutschen Kolonialzeit. Aber auch die französische Brücke ist heute außer Betrieb. Ihre Überreste sind jedoch im Gegensatz zu der von den Deutschen erbauten Brücke vergleichsweise gut erhalten. Von der deutschen Landungsbrücke sind fast nur noch die Fundamente zu sehen.
Als Ersatz für die Landungsbrücken wurde zwischen 1965 und 1968 der Tiefwasserhafen von Lomé durch eine Arbeitsgemeinschaft dreier deutscher Firmen angelegt.
1984 war die alte Landungsbrücke ein Bildmotiv in einer Briefmarkenserie zur hundertjährigen deutsch-togolesischen Geschichte. 